# Garage Remains the Same Tour
Garage Remains the Same Tour – trasa koncertowa zespołu Metallica, która trwała od 1998 do 2000 roku. Obejmowała 18 koncertów w Ameryce Północnej, 8 w Ameryce Południowej i 33 w Europie.

## Program koncertów
1. So What
2. Master Of Puppets
3. For Whom the Bells Tolls
4. Fuel
5. King Nothing
6. Bleeding Me
7. Sad But True
8. Turn the Page
9. Wherever I May Roam
10. One
11. Fight Fire with Fire
12. Nothing Else Matters
13. Seek & Destroy
14. Creeping Death
15. Die, Die My Darling
16. Enter Sandman
17. Battery

## Lista koncertów
Garage Inc. Promo Tour
1. 17 listopada 1998 - Toronto, Ontario, Kanada - The Warehouse
2. 19 listopada 1998 - Chicago, Illinois, Stany Zjednoczone - Aragon Ballroom
3. 20 listopada 1998 - Detroit, Michigan, Stany Zjednoczone - The State Theatre
4. 23 listopada 1998 - Filadelfia, Pensylwania, Stany Zjednoczone - Electric Factory
5. 24 listopada 1998 - Nowy Jork, Nowy Jork, Stany Zjednoczone - Roseland Ballroom

Ameryka Południowa
1. 30 kwietnia 1999 - Meksyk, Meksyk - Foro Sol
2. 2 maja 1999 - Bogota, Kolumbia - Parque Simón Bolívar
3. 4 maja 1999 - Caracas, Wenezuela - Poliedro de Caracas
4. 6 maja 1999 - Porto Alegre, Brazylia - Jockey Club
5. 8 maja 1999 - São Paulo, Brazylia - Anhembi Parque
6. 9 maja 1999 - Rio de Janeiro, Brazylia - Estádio de Gávea
7. 12 maja 1999 - Santiago, Chile - Estadio Nacional de Chile
8. 14 maja 1999 - Buenos Aires, Argentyna - Estadio de River Plate

European Tour
1. 21 maja 1999 - Norymberga, Niemcy - Rock Im Park
2. 22 maja 1999 - Nürburgring, Niemcy - Rock Am Ring
3. 23 maja 1999 - Mierlo, Holandia - Dynamo Open Air
4. 25 maja 1999 - Praga, Czechy - Stadion Evžena Rošickiego
5. 26 maja 1999 - Berlin, Niemcy - Waldbühne
6. 28 maja 1999 - Sztokholm, Szwecja - Globen
7. 29 maja 1999 - Oslo, Norwegia - Spektrum
8. 1 czerwca 1999 - Warszawa, Polska - Stadion Gwardii Warszawa
9. 3 czerwca 1999 - Budapeszt, Węgry - Hidegkuti Nándor Stadion
10. 5 czerwca 1999 - Mediolan, Włochy - Gods of Metal
11. 7 czerwca 1999 - Lublana, Słowenia - Stadion Bežigrad
12. 9 czerwca 1999 - Bukareszt, Rumunia - Stadionul Național
13. 11 czerwca 1999 - Płowdiw, Bułgaria - Stadion Płowdiw
14. 12 czerwca 1999 - Ateny, Grecja - Stadion Rizupoli
15. 13 czerwca 1999 - Stambuł, Turcja - Ali Sami Yen
16. 19 czerwca 1999 - Irvine, Kalifornia, Stany Zjednoczone - Irvine Meadows
17. 25 czerwca 1999 - St. Gallen, Szwajcaria - St. Gallen Open Air Festival
18. 26 czerwca 1999 - Minden, Niemcy - Weserufer
19. 27 czerwca 1999 - Kijów, Ukraina - Stadion Olimpijski
20. 29 czerwca 1999 - Tallinn, Estonia - Song Festival Ground
21. 1 lipca 1999 - Roskilde, Dania - Roskilde Festival
22. 2 lipca 1999 - Turku, Finlandia - Ruisrock
23. 3 lipca 1999 - Werchter, Belgia - Rock Werchter
24. 5 lipca 1999 - Dublin, Irlandia - Point Theatre
25. 7 lipca 1999 - Paryż, Francja - Palais Omnisports Bercy
26. 8 lipca 1999 - Belfort, Francja - Lake Malsaucy Peninsula
27. 10 lipca 1999 - Milton Keynes, Anglia - National Bowl
28. 12 lipca 1999 - Barcelona, Hiszpania - Palau Sant Jordi
29. 15 lipca 1999 - Madryt, Hiszpania - Parque El Soto
30. 16 lipca 1999 - Oeiras, Portugalia - Estádio Nacional do Jamor
31. 18 lipca 1999 - Vigo, Hiszpania - Parque de Castrelos
32. 20 lipca 1999 - Riszon le-Cijjon, Izrael - AmphiPark

Woodstock '99
1. 24 lipca 1999 - Rome, Nowy Jork, Stany Zjednoczone - Woodstock 1999

Koncerty z orkiestrą symfoniczną
1. 19 listopada 1999 - Berlin, Niemcy - Velodrom
2. 23 listopada 1999 - Nowy Jork, Nowy Jork, Stany Zjednoczone - Madison Square Garden

M2K Tour
1. 28 grudnia 1999 - Miami, Floryda, Stany Zjednoczone - Miami Orange Bowl
2. 29 grudnia 1999 - St. Petersburg, Floryda, Stany Zjednoczone - Tropicana Field
3. 31 grudnia 1999 - Detroit, Michigan, Stany Zjednoczone - Silverdome
4. 1 stycznia 2000 - Cleveland, Ohio, Stany Zjednoczone - Gund Arena
5. 3 stycznia 2000 - Milwaukee, Wisconsin, Stany Zjednoczone - Bradley Center
6. 4 stycznia 2000 - Rosemont, Illinois, Stany Zjednoczone - Allstate Arena
7. 5 stycznia 2000 - Rosemont, Illinois, Stany Zjednoczone - Allstate Arena
8. 7 stycznia 2000 - Minneapolis, Minnesota, Stany Zjednoczone - Target Center
9. 9 stycznia 2000 - Minneapolis, Minnesota, Stany Zjednoczone - Target Center
10. 10 stycznia 2000 - Minneapolis, Minnesota, Stany Zjednoczone - Target Center